# Balinghem
Balinghem é uma comuna francesa na região administrativa de Altos da França, no departamento de Pas-de-Calais. Estende-se por uma área de 5,79 km². Em 2010 a comuna tinha 1 176 habitantes (densidade: 203,1 hab./km²).